# Dorjia tenzingi
Dorjia tenzingi là một loài bọ cánh cứng trong họ Cerambycidae.